# 松下冽
松下 冽（まつした きよし、1947年 - ）は、日本の政治学者。専門は、ラテンアメリカ政治。立命館大学名誉教授。
東京都生まれ。早稲田大学法学部卒業、明治大学大学院政治経済学研究科単位取得退学。和歌山大学教育学部教授、立命館大学国際関係学部教授を歴任。

## 著書

### 単著
- 『現代ラテンアメリカの政治と社会』（日本経済評論社, 1993年）
- 『途上国の試練と挑戦――新自由主義を超えて』（ミネルヴァ書房, 2007年）
- 現代メキシコの国家と政治: グローバル化と市民社会の交差から 御茶の水書房 2010
- 『グローバル・サウスにおける重層的ガヴァナンス構築――参加・民主主義・社会運動』、ミネルヴァ書房、2012年

### 共著
- （土生長穂・徳永俊明）『第三世界への視点』（大月書店, 1982年／新版, 1992年）

### 編著
- 『アジアの人びとを知る本（4）支配する人びと』（大月書店, 1992年）
- 『途上国社会の現在――国家・開発・市民社会』（法律文化社, 2006年）

### 共編著
- （篠田武司・西口清勝）『グローバル化の現代――現状と課題（2）グローバル化とリージョナリズム』（御茶の水書房, 2009年）
- 『新自由主義に揺れるグローバル・サウス――いま世界をどうみるか』、藤田和子・松下冽編、ミネルヴァ書房、2012年

### 訳書
- ジェームズ・H・ミッテルマン『グローバル化シンドローム――変容と抵抗』（法政大学出版局, 2002年）
- A・マッグルー編『変容する民主主義――グローバル化のなかで』（日本経済評論社, 2003年）
- グレッグ・グランディン『アメリカ帝国のワークショップ――米国のラテンアメリカ・中東政策と新自由主義の深層』（明石書店, 2008年）
- ダニエル・アーチブージ『グローバル化時代の市民像―コスモポリタン民主政へ向けて』法律文化社　2010年